# エブスタイン奇形
エブスタイン奇形（エブスタインきけい, Ebstein's anomaly）は、エプシュタイン病（エブスタインびょう）とも呼ばれる先天性心疾患。
厚生労働省指定難病217。

## 解説
右心房と右心室の間にある三尖弁が形成過程で右心室側にずれているために三尖弁に逆流を生じる。
心房中隔欠損症、心室中隔欠損症、肺動脈弁狭窄・閉鎖といった心疾患を合併し不整脈や心不全を引き起こすリスクがある。稀に天寿を全うした後の解剖によって発見される例外も報告されている。